# Luc Durand
Luc Durand (Mont-real, Quebec, 14 de setembre de 1935 – 3 de juliol de 2000) va ser un director teatral i actor quebequès. És conegut pels telespectadors pel seu rol de Gobelet, l'amic bucòlic de Sol en la popular sèrie televisada, Sol i Gobelet a finals dels anys 1960, a Ràdio-Canadà. Va interpretar també a personatges en les sèries Du tac al tac, Alexandre et le roi i Virginie.
Home de teatre, havia dirigit L'avar al Teatre de Vieux-Terrebonne l'any 1995 abans de ser presentat a Montreal i després pertot arreu a Quebec, i fins i tot a la televisió. Va estrenar també Le Dindon de Georges Feydeau. Aquesta última obra i L'avar van ser premiades com les millors produccions de l'any a Quebec, l'any 1993 i 1995. Va doblar el protagonista de la sèrie televisiva Inspector Gadget i el protagonista dels dibuixos animats Garfield.
Va morir a Montreal d'un tumor al cervell el 3 de juliol de 2000. Era el pare de l'actor Antoine Durand, de la jove actriu Émilie Durand i de Nini Durand.